# 공완택
공완택(1967~1989)은 육군 병장이다. 공완택 병장은 훈련 간 떨어뜨린 수류탄을 몸으로 막아 동료들의 목숨을 구하고 산화하였다.그 공로를 인정받아 상병에서 병장으로 특진하고 부대에 추모비를 만들었다. 그 후 공완택 병장을 기리는 마음으로 그의 모교에 동상을 건립하였다. 2014년에는 4월의 호국인물로 선정되었다.

## 생애
- 1967년: 공완택 병장 출생

- 1987년: 군에 입대, 6사단 2연대 3대대 10중대에서 복무하였다. 공완택 병장은 복무 기간 유탄발사기 사수였다고 한다.

- 1989년: 대대급 합동훈련에서 훈련 도중 수류탄을 떨어뜨리고 전우들을 지키기 위하여 몸과 철모로 수류탄을 막고

장렬히 산화하였다. 
- 2008년: 모교인 발안중학교에 공완택 병장을 기리기 위하여 동상을 건립하였다.

- 2014년: 4월의 호국인물로 선정되었다.

## 사망 경과
1989년 4월 6일 공완택 병장은 경기도 포천군에 위치한 훈련장에서 대대급 훈련을 수행하고 있었다. 
공완택 병장은 평소 전투 훈련 중에 표창을 받을 정도로 성실히 군생활을 하는 장병이었다. 
그는 이 대대급  훈련을 수행한던 중에 넘어져 수류탄을 바닥에 떨어뜨리고 마는데 도망치지 않고 주위 전우들의 목숨을 구하기 위해 철모와 자신의 몸을 이용하여 폭발의 피해를 최소화 시키고 장렬히 산화하였다. 
공완택 병장의 희생 덕분에 그의 전우 4명이 목숨을 구할 수 있었다. 
공완택 병장의 이러한 희생정신을 기리기 위해 당시 상병이었던 공완택 병장을 1계급 특진시켜 지금의 병장이 되고 바로 그해 그의 유해를 현충원에 안치시켰다.

## 공완택 병장 추모비와 동상
공완택 병장을 기리는 추모비를 그의 모교인 발안 중학교에 건립하였다. 
그의 추모비는 많은 사람들의 후원으로 만들어졌는데 그 중에는 모교 동문회와 화성시 등이 있다. 
이들 모두 그의 공로를 기리기 위하여 이 추모비를 건립하였다.
공완택 병장의 동상은 강원도 철원군 철원읍 홍원리에 건립되었다.
김교수 대위 추모비와 함께 강원도 철원군에 그들의 희생정신을 기리기 위해 건립하였다.

## 참고자료
국립대전현충원 보관됨 2021-11-09 - 웨이백 머신
대한민국 재향 군인회
디지털 철원 문화 대전
1. ↑  “공훈록보기 > 참여/신청마당 >”. 2021년 11월 7일에 확인함.[깨진 링크(과거 내용 찾기)]